# Heinrich Bernard Ruppius
Heinrich Bernard Ruppius ( * 1688 - 1719 ) fue un botánico alemán.

## Algunas publicaciones
- Flora jenensis

## Honores
El insigne Carlos Linneo nombra al género Ruppia L. 1753 en su honor.
- La abreviatura «Ruppius» se emplea para indicar a Heinrich Bernard Ruppius como autoridad en la descripción y clasificación científica de los vegetales.[1]